# Периге
Периге (фр. Périgueux; окс. Perigüers) је француски град у региону Нова Аквитанија. То је главни град департмана Дордоња.
По подацима из 2010. године број становника у месту је био 29.573, а густина насељености је износила 3.012 становника/км².
Кроз град протиче река Ил (фр. Isle).

## Историја
Име града потиче од Petrocorii, латинске верзије келтског назива „четири племена“. Ово је било име ове регије пре Римског освајања. Келти су ту основали насеље око 200. године пре нове ере, а касније су се преселили и основали град Vesunna. Римски град је имао храмове, купатила, амфитеатре и форум. На крају трећег века нове ере Римљани су град окружили одбрамбеним зидом и дали му име Civitas Petrocoriorum.
Градска катедрала (фр. Le Puy-Saint-Front) је изграђена 10. веку. Статус града Периге је добио око 1182.

## Географија

### Клима
| Клима (Периге)              | Клима (Периге) | Клима (Периге) | Клима (Периге) | Клима (Периге) | Клима (Периге) | Клима (Периге) | Клима (Периге) | Клима (Периге) | Клима (Периге) | Клима (Периге) | Клима (Периге) | Клима (Периге) | Клима (Периге) |
| Показатељ \ Месец           | .Јан.          | .Феб.          | .Мар.          | .Апр.          | .Мај.          | .Јун.          | .Јул.          | .Авг.          | .Сеп.          | .Окт.          | .Нов.          | .Дец.          | .Год.          |
| --------------------------- | -------------- | -------------- | -------------- | -------------- | -------------- | -------------- | -------------- | -------------- | -------------- | -------------- | -------------- | -------------- | -------------- |
| Апсолутни максимум, °C (°F) | 19,1 (66,4)    | 23,2 (73,8)    | 26,6 (79,9)    | 29,7 (85,5)    | 39,0 (102,2)   | 38,2 (100,8)   | 37,9 (100,2)   | 41,1 (106)     | 37,5 (99,5)    | 31,5 (88,7)    | 22,5 (72,5)    | 20,0 (68)      | 41,1 (106)     |
| Апсолутни минимум, °C (°F)  | −10,6 (12,9)   | −17,1 (1,2)    | −12,1 (10,2)   | −4,2 (24,4)    | −0,7 (30,7)    | 2,8 (37)       | 6,7 (44,1)     | 4,8 (40,6)     | 1,2 (34,2)     | −5,5 (22,1)    | −9,8 (14,4)    | −12,4 (9,7)    | −17,1 (1,2)    |
| [ тражи се извор ]          |                |                |                |                |                |                |                |                |                |                |                |                |                |

## Демографија
| 1962.  | 1968.  | 1975.  | 1982.  | 1990.  | 2011.  |
| ------ | ------ | ------ | ------ | ------ | ------ |
| 38,529 | 37,450 | 35,120 | 32,916 | 30,280 | 29.811 |

## Партнерски градови
- Амберг